# Чудова, Татьяна Алексеевна
Татья́на Алексе́евна Чу́дова (16 июня 1944 — 23 ноября 2021) — советский и российский композитор, музыкальный педагог, профессор кафедры сочинения композиторского факультета Московской государственной консерватории имени П. И. Чайковского. Заслуженный деятель искусств Российской Федерации (2007), член Союза композиторов РФ (1969), главный редактор журнала «Музыкант».

## Биография
Татьяна Алексеевна Чудова родилась 16 июня 1944 года в Москве в семье музыкантов. Её отец, скрипач и композитор, и дед окончили Московскую консерваторию, прабабушка была певицей, а мать окончила Музыкальный институт имени Гнесиных по классу домры, в свое время руководила оркестром народных инструментов. Татьяна Чудова в 1948 году пошла учиться  по специальностям «композиция» и «фортепиано» в Центральную музыкальную школу, окончила — в 1963 году (педагоги: класс фортепиано Е. П. Ховен, Т. Д. Мануильская, И. А. Дашкова; композиции Л. Н. Наумов; теории и гармонии Л. М. Калужский).
В 1968 году окончила  Московскую государственную консерваторию имени П. И. Чайковского – класс композиции (педагог, профессор Юрий Александрович Шапорин), после смерти в 1966 году Шапорина  была переведена к профессору Тихону Николаевичу Хренникову. Одновременно изучала  инструментовку у педагогов Э. В. Денисова и Ю. А. Фортунатова, полифонию – у В. Н. Рукавишникова, теорию, гармонию и музыкальную форму – у Ю. Н. Холопова.
В 1969 году поступила в ассистентуру-стажировку (педагог Т. Н. Хренников), вступила в Союз Композиторов СССР. Дипломной работой Т. Чудовой в консерватории были опера-балет «Сказка о мертвой царевне и семи богатырях»; в аспирантуре — сюита «Из русских сказок» и концерт для фортепиано с оркестром в трех частях.
В 1970 году, после окончания аспирантуры, занялась педагогической деятельностью. Преподавала в Московской консерватории, вела курс чтения симфонических партитур и инструментовки. Занимала должности: доцент (1988), профессор (1995).
Преподавала на композиторском факультете курс сочинения. С 1975 года также работала в Центральной музыкальной школе, с 1997 года — в Музыкальном колледже и Московском государственном институте музыки им. Шнитке, с 2004 года — в Академическом музыкальном училище при Московской государственной консерватории имени П. И. Чайковского.
Учениками Т. А. Чудовой в разное время были музыканты А. Чайковский, В. Беседина, Ю. Воронцов, А. Кобляков, С. Голубков, композиторы  М. Броннер, В. Белунцов и др.). Регулярно проводила мастер-классы в различных городах России и за рубежом: г. Красноярск (2012), г. Магдебург (1985), Венгрия (1985), Чехословакия (1988), Италия (2003), Испания (2004).

За работой в классе композиции с учеником

Умерла 23 ноября 2021 года в Центральной больнице ОАО «РЖД» в Москве.

## Сочинения
Татьяна Алексеевна Чудова является автором около 500 сочинений, среди них:
- Балеты «Агитатор», «Прерванная песня», «Искание»;
- 6 симфоний;
- 2 симфонических сюит;
- Два концерта для фортепиано с оркестром;
- Сюиты для оркестра русских народных инструментов («Сказки», «Русская», «Северная Двина», «Нефольклорная музыка»,  «Восторженная музыка» и «Светлая музыка»);
- Хоровые и камерно-инструментальные сочинения;
- Вокальные циклы;
- Обработки народных песен;
- Около 200 произведений для детей (песни, хоры, игры, пьесы, оперы, сказки) и др.

## Награды и звания
- Премия Ленинского комсомола (1984) – за трилогию симфоний «Советской молодежи посвящается».